# Ettore Sottsass
Ettore Sottsass (Innsbruck, 14 de septiembre de 1917 - Milán, 31 de diciembre de 2007) fue un importante arquitecto y diseñador italiano de la segunda mitad del siglo XX. Sus trabajos incluyen mobiliario, joyería, cristal, iluminación, objetos para el hogar y máquinas para oficina, además de edificios e interiores. Fue fundador del Grupo Memphis y un importante consultor de diseño para Olivetti.

## Inicios

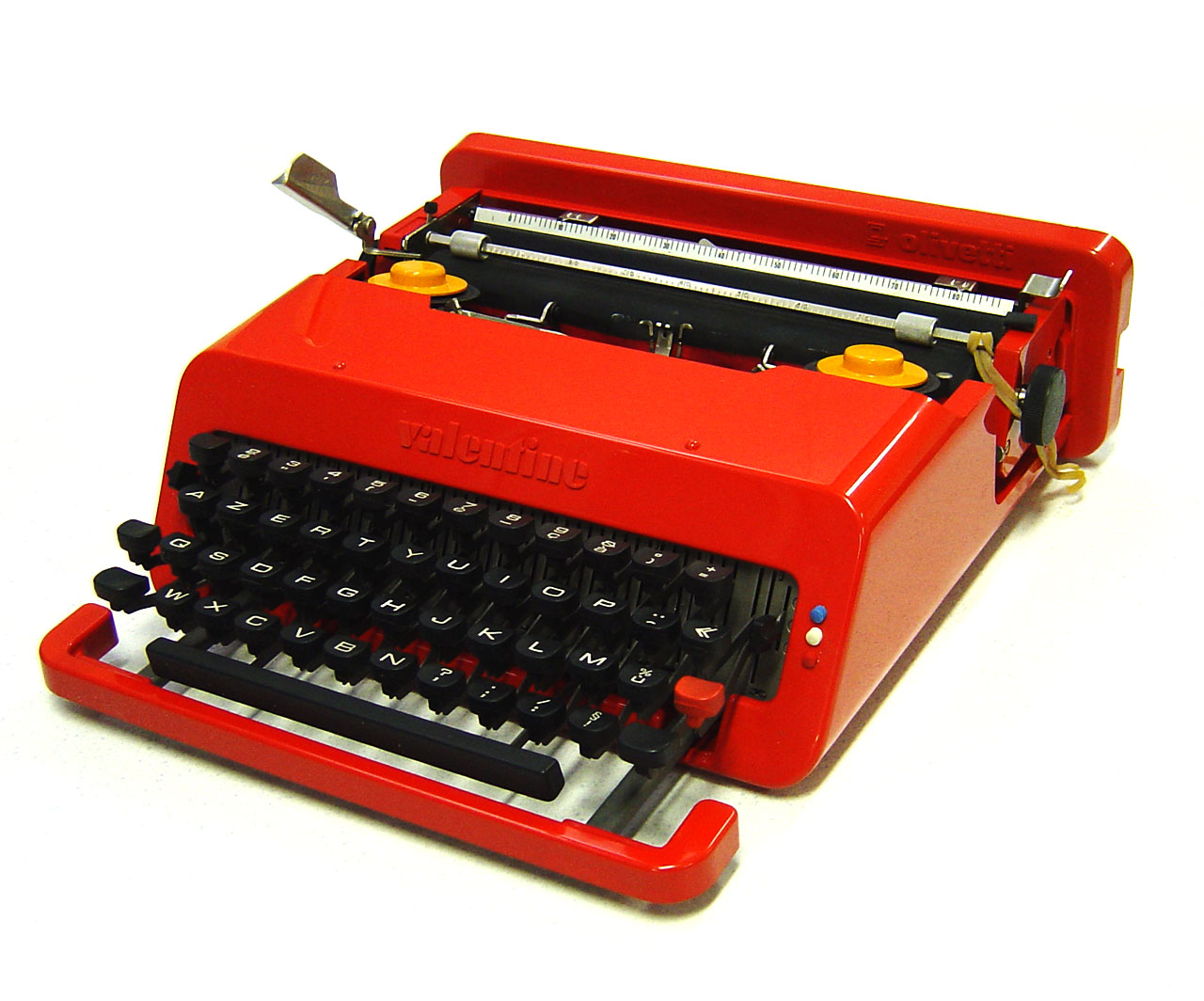
Máquina de escribir Valentine, Olivetti (1969).

Nació el 14 de septiembre de 1917 en Innsbruk, Austria. Su fascinación por el diseño comenzó al observar a su padre, arquitecto y también llamado Ettore Sottsass. Comenzó su carrera estudiando en el centro universitario Politécnico de Turín. Fue alumno durante cuatro años y probó su gran talento escribiendo sobre arte y diseño interior junto con su compañero Luigi Spazzapan. Se licenció en 1939 en arquitectura. 
Al dejar la universidad, Sottsass se alistó en el ejército, donde estuvo durante tres años, pasando parte de la Segunda Guerra Mundial en una prisión y posteriormente en un campo de trabajos forzados en Yugoslavia. 
En 1946 se mudó a Milán donde fue comisario de una exposición para la Triennale y comenzó a colaborar con la revista de diseño Domus, fundada en 1928 por Gio Ponti. Después visitó Nueva York donde tuvo la oportunidad de trabajar con el diseñador George Nelson, lo que le llevó a cambiar su interés principal de la arquitectura al diseño.
En 1949 Sottsas se casó con Fernanda Pivano, escritora, periodista, traductora y crítica italiana. 
Tras regresar a Italia en 1957, se une a Poltronova, una fábrica de mobiliario cerca de Florencia. Muchos de los muebles en los que trabajó influyeron en los diseños que crearía posteriormente para Memphis.

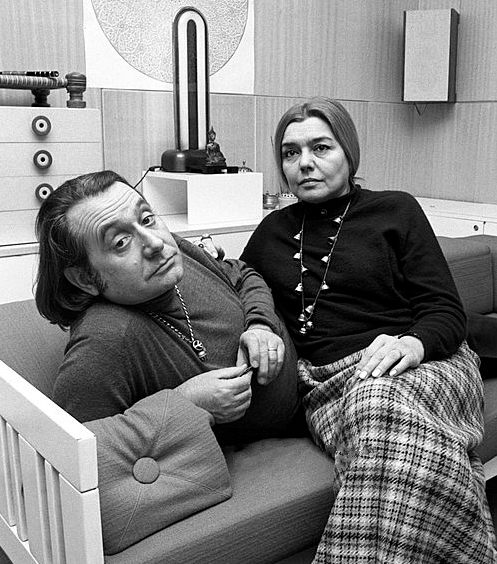
Ettore Sottsass y Fernanda Pivano en su casa en Milán, 1969. De fondo la lámpara Asteroid Lamp.

## Olivetti
Sottsass se unió en 1958, por mediación de Adriano Olivetti, a la división de aparatos electrónicos Olivetti como consultor de diseño para trabajar en dispositivos electrónicos, técnicamente innovadores y estéticamente atractivos. Trabajó allí durante más de 20 años, diseñando muchas cosas diferentes: diseñó la máquina de escribir "Valentine" en 1969, (fue una revolución en el mercado y como diseño industrial, y sigue expuesta desde el año de su creación en el Museo de Arte Moderno de Nueva York - MoMA), la calculadora “Elea 9003”, por la que se le otorgó el Compasso d'Oro, etc. Es así como Sottsass se hizo un nombre como diseñador a través del uso del color, la forma y el estilo, logrando acercar el equipamiento de oficina al nivel de la cultura popular.
Mientras continuaba diseñando para Olivetti en 1960, Sottsas desarrolló una gama de objetos que eran la expresión de sus experiencias personales viajando por los Estados Unidos y la India, como la serie de armarios llamados “Superboxes”, cubiertos con laminados plásticos personalizados y coloridos, que fueron precursores de Memphis. Durante esta época, Sottsass dijo: “No quería hacer más productos de consumo, porque estaba claro que la actitud consumista era bastante peligrosa”. Su trabajo a finales de la década de 1960 e inicios de los 70 se fundamenta en sus colaboraciones experimentales y posmodernistas con diseñadores como Superstudio y  Archizoom Associati.
Sottsass y Fernanda Pivano se divorciaron en 1970, y en 1976 se casó con Barbara Radice, crítica de arte y periodista.

## Grupo Memphis
Con la aparición de nuevos grupos (Global tools, Archizoom, Superstudio, UFO, Zzigurat, 9999...) surgió de repente un nuevo juego consistente en la experimentación mediante la realicación de las cosas a mano. 
Ettore Sottsass fundó Grupo Memphis en diciembre de 1980. Nació cuando un grupo de diseñadores se reunieron en el pequeño apartamento de Sottsas en Milán. El nombre Memphis se eligió mientras escuchaban discos de Bob Dylan, siendo una referencia a su canción "Stuck Inside of Mobile with the Memphis Blues Again".
Emplearon formas inesperadas, colores llamativos, patrones gráficos y materiales como el plástico, forjando un nuevo enfoque de diseño; si bien existía el “estilo Memphis”, se caracterizaba más por una actitud.
A lo largo de su carrera contó con la cooperación de amigos muy reconocidos en el campo de la arquitectura y el diseño como Aldo Cibic, James Irvine, Matteo Thun, Martine Bedin, y Thomas Bley, entre otros.

## Sottsass Associati
Sottsass dejó Memphis en 1985, fundando a continuación una importante consultora de diseño a la que llamó Sottsass Associati. Su interés principal volvió a la arquitectura a gran escala, diseñando grandes instalaciones industriales fuera de Italia; además, se diseñaron tiendas, showrooms, exhibiciones, interiores, productos electrónicos y mobiliario.
Actualmente tienen sedes en Londres y Milán, continuando con el trabajo, la filosofía y cultura de estudio. 
Ettore Sottsass falleció la mañana del lunes 31 de diciembre de 2007 en Milán, a la edad de 90 años. Murió en su domicilio a causa de una insuficiencia cardíaca debida a una gripe.

## Proyectos notables de diseño
- Superbox, Poltronova, 1966
- Lámpara Asteroid Lamp, Poltronova, 1968
- Máquina de escribir Valentine, Olivetti, 1969
- Espejo Ultrafragola, Poltronova, 1970
- Librero Carlton, Memphis, 1981

## Proyectos notables de arquitectura
- Tienda Fiorucci, 1980
- Museo de Arte Contemporáneo, Ravenne, 1992
- Casa Ghella, Roma, 1993
- Aeropuerto, Milán, 2000